# Cylindrothecium scabridens
Cylindrothecium scabridens là một loài Rêu trong họ Entodontaceae. Loài này được (Lindb.) Paris mô tả khoa học đầu tiên năm 1894.